# Spyro 2: Season of Flame
Spyro 2: Season of Flame er et platformspil, udgivet i Europa og Nord Amerika i 2002 til GameBoy Advance. I modsætning til andre spil i serien, er det ikke udgivet i Japan.
Spillets historie begynder hvor Spyro: Season of Ice sluttede.
I dette spil skal Spyro kæmpe mod fjenderne fra Spyro 2: Gateway to Glimmer, nemlig Crush, Gulp og Ripto.
| computerspil | Spire Denne computerspilsrelaterede artikel er en spire som bør udbygges. Du er velkommen til at hjælpe Wikipedia ved at udvide den. |